# Ramanath Cowsik
Ramanath Cowsik es un astrofísico indio y profesor James S. McDonnell de Ciencias del Espacio en la Universidad de Washington en San Luis. Muchos le consideran el padre de la física de las astropartículas. Ha recibido el premio Shanti Swarup Bhatnagar y en 2002 el Gobierno de la India le concedió el cuarto premio civil más importante, el Padma Shri.
Ramanath Cowsik nació en 1940 en Nagpur, en el estado occidental indio de Maharashtra. Realizó sus estudios en Karnataka, que completó antes de cumplir los 14 años, y se graduó en la Universidad de Mysore en 1958, con física, química y biología como asignaturas optativas, a la edad de 17. Continuó sus estudios de máster en la Universidad de Karnatak, en Dharwar, para obtener el título de físico en 1960, a la edad de 19 años, e ingresó en la Escuela de Formación del Establecimiento de Energía Atómica, actual Instituto Nacional Homi Bhabha, en Trombay, donde realizó un curso de posgrado. Comenzó su carrera como miembro del profesorado del Tata Institute of Fundamental Research (TIFR) en 1961, y simultáneamente realizó sus estudios de doctorado en la Universidad de Bombay en 1968, investigando bajo la dirección del profesor Yash Pal. Enseñó en el TIFR durante más de cuarenta años, creciendo a lo largo de los años como becario, lector, profesor asociado, catedrático, profesor titular y alcanzando el estatus de profesor distinguido del instituto. También trabajó como director del Instituto Indio de Astrofísica en comisión de servicio del TIFR, durante el periodo comprendido entre 1992 y 2003, donde ha sido profesor distinguido Vainu Bappu. Por invitación de P. Buford Price, Cowsik también trabajó como profesor asistente en la Universidad de California, Berkeley, de 1970 a 1973.
En diciembre de 2002, se trasladó a la Universidad de Washington en San Luis y trabaja en el Centro McDonnell de Ciencias del Espacio como profesor de física y director. Desde 2013 es el profesor James S. McDonnell de Ciencias del Espacio del instituto. Antiguo becario de investigación de la Universidad de Chicago, Cowsik es profesor visitante en la Universidad de California y becario visitante en el Instituto Max Planck de Física y Astrofísica de Múnich. También ha sido miembro del consejo de administración de la Comisión de Rayos Cósmicos de la Unión Internacional de Física Pura y Aplicada. Es miembro de la Sociedad Internacional para la Ciencia y la Religión y forma parte del consejo asesor de Forgiveness Research, una comunidad del perdón.
Cowsik, que es conocido por dominar idiomas como el tamil, el hindi, el canarés, el sánscrito, el inglés, el alemán y el francés, está casado con Sudha, instructora de investigación y doctora, asociada al Departamento de Bioquímica y Biofísica Molecular de la Universidad de Washington en St. Louis. Cowsik tiene dos hijos, Sasha y Aditya, y reside en la ciudad de St. Louis

## Legado
Ramanath Cowsik es conocido por sus teorías relacionadas con el origen del Big Bang del universo. Argumentó que, tras el Big Bang, se formaron relictos gravitacionales dominantes a partir de las partículas con masa de reposo finita, lo que dio lugar a la formación de halos de materia oscura con galaxias incrustadas en su interior. Postuló que esto limitaría las sumas de masas de los neutrinos, un fenómeno conocido en el mundo científico como el límite Cowsik-McClelland. Se dice que estas teorías explican la dispersión de la velocidad de las partículas de la materia oscura y reproducen los perfiles de luminosidad y ratifican las curvas de rotación de las galaxias.
A Cowsik se le atribuye la invención de los modelos de caja agujereada y caja agujereada anidada para la observación de las bandas de longitudes de onda ópticas e infrarrojas de los rayos cósmicos y, empleando estos modelos, se sabe que ha establecido un observatorio para la astronomía óptica en Hanle, Ladakh, a una altitud de 15.000 pies, que se considera el observatorio más alto del mundo. El observatorio se controla a distancia desde Bangalore y está operativo todo el año. Participa en experimentos relacionados con la Teoría de la Gran Unificación y en intentos de investigar las violaciones de la ley del cuadrado inverso de la gravedad a escalas submilimétricas. Su artículo científico sobre el papel de los neutrinos fue incluido por la American Physical Society y la revista Physics Review en su selección de los 1000 artículos científicos más importantes del siglo.
Cowsik ha contribuido a la comprensión de los fenómenos altamente energéticos de la astrofísica, como los rayos cósmicos, los púlsares, los restos de supernovas, los estallidos de rayos gamma, los núcleos galácticos activos y otras fuentes similares alimentadas por flujos de acreción. Sus estudios abarcan las radiaciones difusas no térmicas que se encuentran en todo el espacio, así como las radiaciones procedentes de fuentes astronómicas discretas. Sus experimentos son conocidos por su carácter interdisciplinario y por tender un puente entre los fenómenos universales y la física experimental. Ha llevado a cabo una amplia investigación sobre los granos presolares de óxido de aluminio encontrados en los meteoritos y ha ideado una metodología para evaluar la edad del universo a partir de ellos.
A Ramanath Cowsik se le atribuyen los primeros cálculos detallados sobre los flujos de neutrinos generados por las interacciones de los rayos cósmicos atmosféricos y las observaciones de los mismos en detectores subterráneos. Se sabe que estos hallazgos ayudaron a descubrir las oscilaciones de neutrinos en el observatorio Super-Kamiokande de Japón. También se sabe que ha conseguido la vida media más larga medida en el mundo, relacionada con la desintegración beta doble del Te-128, de 7,7 x 1024 años. También ha realizado estudios sobre las correcciones de temperatura finita de las fuerzas de Casimir que se producen a grandes separaciones. Cowsik ha desarrollado una balanza de torsión sensible con la que realizó el primer experimento de laboratorio para la llamada quinta fuerza. Está trabajando en el desarrollo de una balanza de torsión más sensible para comprobar las violaciones de la ley de la gravedad inversa al cuadrado a escalas milimétricas,
Cowsik, que ha sido comparado con el célebre físico Enrico Fermi por sus logros en física teórica y experimental, ha publicado sus experimentos y observaciones en varios artículos científicos publicados en revistas revisadas por pares y ResearchGate, un repositorio en línea, ha enumerado 193 de ellos. Ha asistido a varios seminarios y conferencias y ha pronunciado discursos sobre astrofísica y la relación entre religión y ciencia. Ha editado tres libros, entre ellos "Cosmic Pathways", una colección de ensayos de física y astrofísica. También ha ayudado a otros científicos a ratificar sus experimentos actuando como punto de referencia; su participación en el experimento OPERA, una colaboración entre el CERN, Ginebra, y el Laboratori Nazionali del Gran Sasso, Gran Sasso, fue uno de esos casos.

## Premios y reconocimientos
Ramanath Cowsik es miembro electo de la Academia Nacional de Ciencias de la India, de la Academia de Ciencias de la India, de la Unión Geofísica de la India y de la Academia de Ciencias para el Mundo en Desarrollo. Es asociado extranjero de la Academia Nacional de Ciencias de Estados Unidos, miembro vitalicio de la Sociedad Americana de Física y miembro de la Unión Astronómica Internacional.
Cowsik recibió el premio Shri Hari Om Prerit Vikram Sarabhai en 1981, seguido del premio Shanti Swarup Bhatnagar en 1984. La NASA le concedió el Premio al Servicio Público en 1986 y la Academia Nacional de Ciencias de la India le otorgó la Medalla Conmemorativa Vainu Bappu en 1997. El Gobierno de la India le honró con el premio civil Padma Shri en 2002 y recibió el premio M. P. Birla en 2007. También ha recibido el premio TWAS y el premio del centenario del nacimiento de S. N. Bose de la ISCA y ha pronunciado la conferencia del premio en memoria de Sir C. V. Raman (1996) y la conferencia del premio del centenario del nacimiento de Jawaharlal Nehru (2002).